# 성수 (종교)

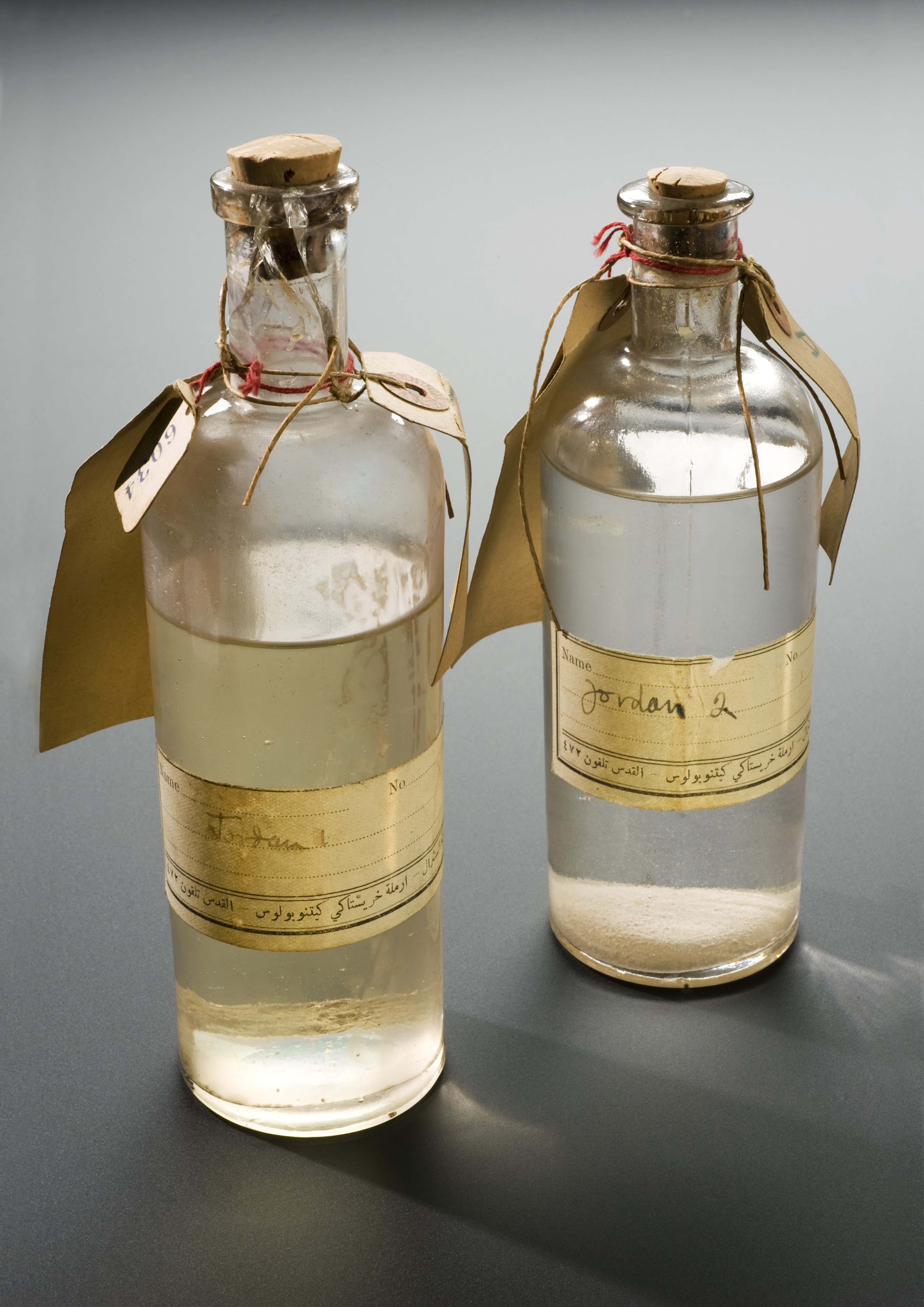
1930년 세례자 요한이 예수에게 세례를 주었다고 믿어지는 요르단강에서 채집된 물병

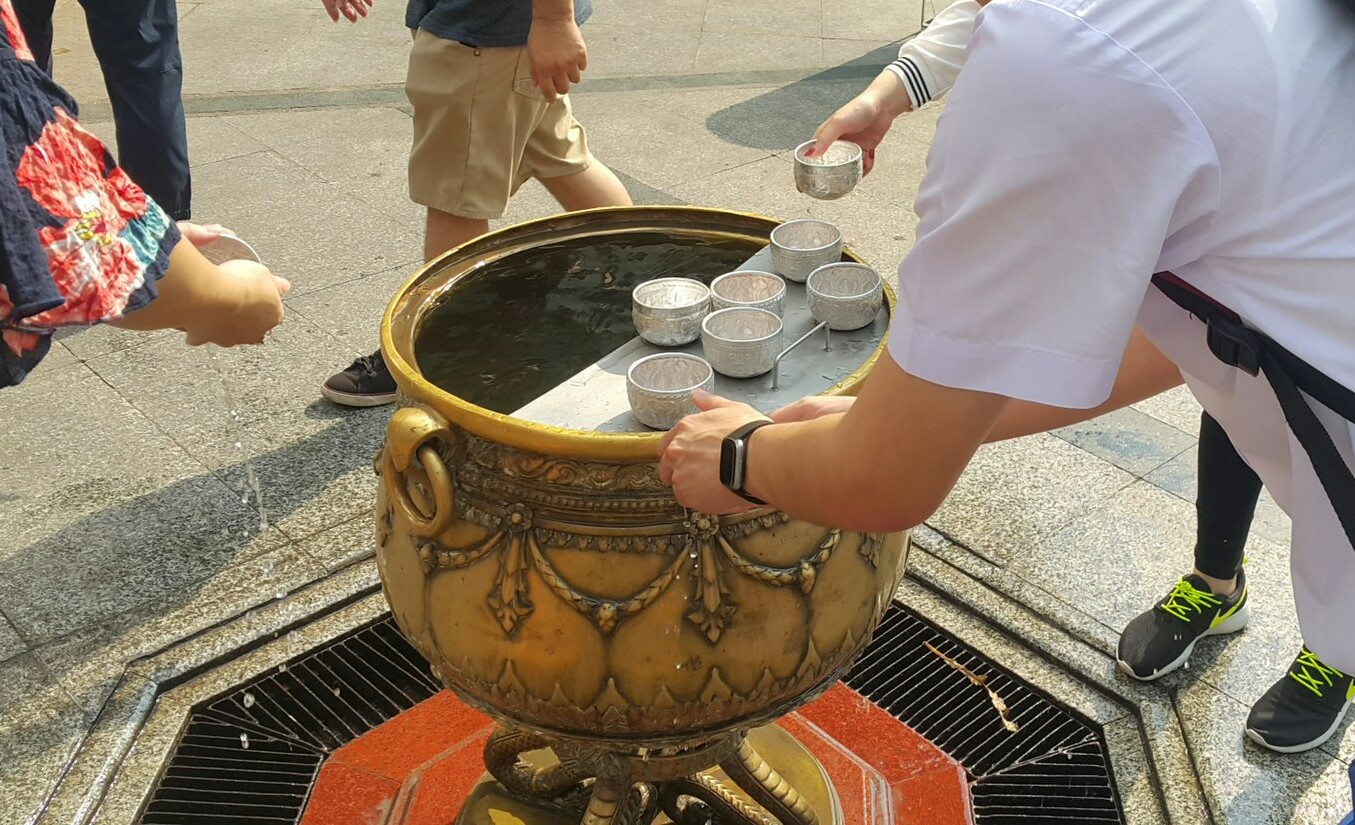
방콕의 에라완 사원에서 양손에 성수를 붓는 태국 학생

성수(聖水)는 성직자나 종교인에 의해 축복을 받았거나, 신성하게 여겨지는 우물이나 샘에서 얻은 물을 말한다. 세례 전 정화와 영적 정화를 위한 사용은 기독교에서 시크교에 이르기까지 여러 종교에서 일반적이다. 루터교회, 성공회, 로마 가톨릭교회, 동방 기독교인들 사이에서 준성사로서 악으로부터의 보호를 위한 성수 사용이 흔하다.

## 기독교
로마 가톨릭교회, 루터교회, 성공회, 동방 정교회, 오리엔트 정교회 및 일부 다른 교회에서는 성수가 사제에 의해 세례 목적으로, 사람, 장소 및 물건의 축복, 또는 악을 물리치는 수단으로 성화된 물이다.

### 역사
기원후 400년경의 텍스트인 사도 헌장은 성수 사용의 지침을 사도 마태오에게 돌린다. 초기 기독교인들이 속죄와 의식 정화 목적으로 물을 사용했을 가능성이 있다. 이는 유대 율법에서의 사용과 유사한 방식이다 ("그는 흙 그릇에 성수를 취하고 성막 바닥의 흙을 조금 그 물에 넣을지니라", 민수기 5:17). 그러나 많은 경우, 세례에 사용된 물은 흐르는 물, 바닷물 또는 강물이었는데, 이는 로마 가톨릭교회의 관점에서 세례당에 담긴 물과 같은 축복을 받을 수 없었다. 그러나 동방 정교회 신자들은 세례당이든 야외 수역이든 동일한 축복을 행한다.

### 사용 및 보관
성수를 뿌리는 것은 세례를 상기시키는 준성사로 사용된다. 서방에서는 물의 축복이 전통적으로 구마와 성별 소금의 추가와 함께 이루어진다.

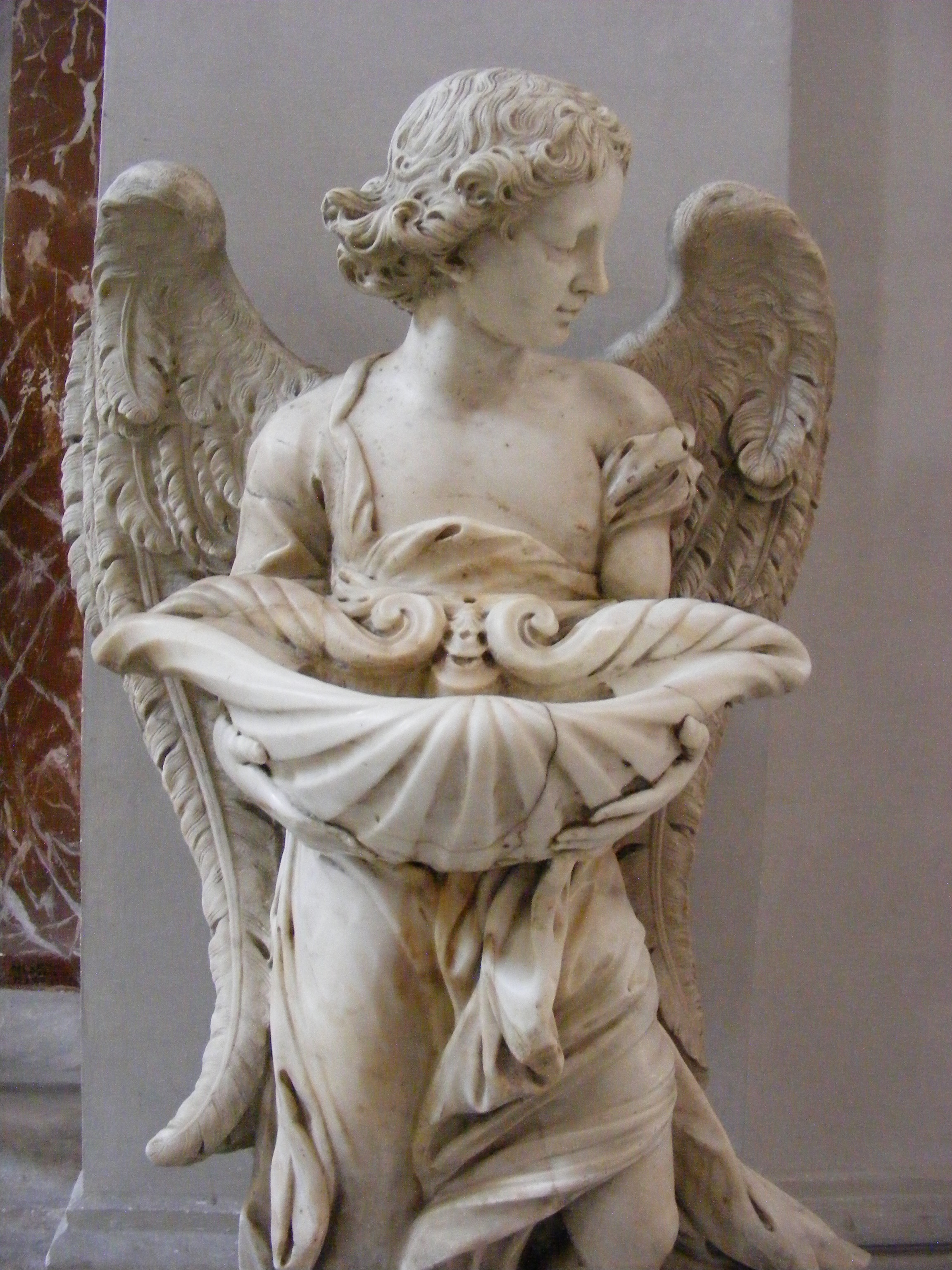
로마의 산타 마리아 델리 안젤리 에 데이 마르티리 성당에 있는 성수 그릇 (성수대)

성수는 성수대에 보관되며, 일반적으로 교회 입구(또는 때로는 세례당이라는 별도의 방이나 건물)에 위치한다. 성수대라고 불리는 작은 그릇은 보통 교회 입구에 놓여 사람들이 들어올 때 스스로에게 성수를 뿌릴 수 있도록 한다.
중세 시대에 기독교인들은 성수의 힘을 너무나 높이 평가하여 일부 지역에서는 성수대가 잠겨 있었는데, 이는 비인가된 마법 행위를 위해 성수를 훔치는 것을 막기 위함이었다. 에드먼드 리치 대주교의 헌법(1236년)에는 다음과 같이 명시되어 있다: "마술(sortilege) 때문에 성수대는 자물쇠로 잠가 두어야 한다. 마찬가지로 성유와 거룩한 기름도 잠가 두어야 한다."

### 적절한 폐기
로마 가톨릭교회에서는 성수뿐만 아니라 미사 중 사제가 손을 씻을 때 사용된 물도 일반 배관에 버릴 수 없다. 로마 가톨릭교회에는 일반적으로 땅으로 직접 연결되는 특별한 세면대(라틴어: Sacrarium)가 있어 적절한 폐기를 위해 사용된다. 성수 세면대에는 경첩 달린 뚜껑이 있어 종종 바로 옆에 있는 일반 세면대와 구별된다. 성수를 담았던 물품은 분리하여 성수를 비우고 인접한 세면대에서 일반적인 방식으로 세척한다.

### 위생
성수대는 박테리아 및 바이러스 감염의 잠재적 원인으로 확인되었다. 19세기 말, 세균학자들은 이탈리아 사사리의 한 교회에서 채취한 성수 샘플에서 포도상구균, 연쇄상구균, 콜리 바실러스, 뢰플러의 바실러스 및 기타 박테리아를 발견했다. 1995년 수행된 한 연구에서는 화상 환자가 성수 노출 후 박테리아 감염을 얻은 후 13개의 샘플이 채취되었다. 이 연구의 샘플에서는 "다양한 박테리아 종"이 있는 것으로 나타났으며, 그 중 일부는 인간에게 감염을 일으킬 수 있었다. 2009년 신종플루 전염병 동안, 프레즈노의 존 스타인복 주교는 감염 확산을 우려하여 "성수대에 성수가 없어야 한다"고 권고했다. 또한 신종플루에 대한 대응으로, 2009년 이탈리아 교회에 자동 동작 감지 성수 분배기가 발명되어 설치되었다. 2020년, 코로나19 범유행 때문에 주교회의에서는 성수대나 성수 그릇에서 성수를 제거하도록 지시했다.

### 기독교 전통

#### 로마 가톨릭교회

##### 준성사 및 성화
기도로서의 축복은 준성사이다. 물을 축복함으로써, 가톨릭 사제들은 하느님을 찬양하고 그의 은총을 간청한다. 세례를 상기시키기 위해, 가톨릭 기독교인들은 성수에 손가락을 담그고 교회에 들어설 때 십자성호를 긋는다.
20세기 초에 저술한 존 F. 설리번 신부는 "세례수를 붓는 것 외에도... 성수 뿌리기는 혼인성사, 병자성사, 그리고 병자 영성체 의식의 일부이며, 또한 죽은 자를 위한 서비스에도 사용된다."라고 언급했다.
주일 예배는 성수 축복 및 뿌리기 예식으로 시작될 수 있으며, 이 때 회중에게 성수를 뿌린다. 이를 "살수례"(라틴어: aspergere, "뿌리다"에서 유래)라고 부른다. 이 의식은 9세기까지 거슬러 올라간다. "아스페르길" 또는 성수채는 물을 뿌리는 데 사용되는 솔이나 나뭇가지이다. 라틴어: aspersorium은 성수를 담고 성수채를 담그는 용기이며, 정교한 오토 왕조의 예시는 라틴어: situlae로 알려져 있다. 성별 소금은 관례에 따라 물에 첨가될 수 있다.
로마 가톨릭교회는 이 성수 사용과 교회에 들어갈 때 십자성호를 긋는 것이 세례의 갱신, 소죄의 정화, 그리고 악으로부터의 보호를 반영한다고 가르친다. 때로는 다음 기도와 함께 사용된다:
이 성수와 당신의 보배로운 피로, 저의 모든 죄를 씻어주소서, 주여.

일부 가톨릭 신자들은 루르드와 같은 특정 성지의 물이 치유를 가져올 수 있다고 믿는데, 이 물은 본당에서 흔히 볼 수 있는 일반적인 성수와는 다르다. 왜냐하면 이 물은 사제에 의해 축복받지 않았기 때문이다.

##### 정형화
물을 축복하기 위한 전통적인 라틴어 공식은 다음과 같다:
Exorcizo te, creatura aquæ, in nomine Dei Patris omnipotentis, et in nomine Jesu Christi, Filii ejus Domini nostri, et in virtute Spiritus Sancti: ut fias aqua exorcizata ad effugandam omnem potestatem inimici, et ipsum inimicum eradicare et explantare valeas cum angelis suis apostaticis, per virtutem ejusdem Domini nostri Jesu Christi: qui venturus est judicare vivos et mortuos et sæculum per ignem. Deus, qui ad salutem humani generis maxima quæque sacramenta in aquarum substantia condidisti: adesto propitius invocationibus nostris, et elemento huic, multimodis purificationibus præparato, virtutem tuæ benedictionis infunde; ut creatura tua, mysteriis tuis serviens, ad abigendos dæmones morbosque pellendos divinæ gratiæ sumat effectum; ut quidquid in domibus vel in locis fidelium hæc unda resperserit careat omni immunditia, liberetur a noxa. Non illic resideat spiritus pestilens, non aura corrumpens: discedant omnes insidiæ latentis inimici; et si quid est quod aut incolumitati habitantium invidet aut quieti, aspersione hujus aquæ effugiat: ut salubritas, per invocationem sancti tui nominis expetita, ab omnibus sit impugnationibus defensa. Per Dominum, amen.
사제는 축복 예식서에 있는 세 가지 다른 물 축복 공식 중에서 선택할 수 있다. 이 공식들은 사제가 십자성호로 물을 축복하는 행위와 동반되어야 한다. 그 내용은 다음과 같다.
V. 전능하신 하느님, 그리스도 안에서 우리를 구원의 생수로 축복하시고 변화시키신 주님, 찬미받으소서. 이 물을 뿌리거나 사용할 때, 성령의 능력으로 내면에서 새롭게 되고 세례 때 받은 새 생명 안에서 계속 걸어가게 하소서. 우리 주 그리스도를 통하여 간구합니다. R. 아멘.
V. 주님, 거룩하신 아버지, 당신의 아들을 통하여 구원받고 물과 성령으로 새 생명을 얻은 당신의 자녀들을 친히 보소서. 이 물로 뿌림을 받는 이들이 몸과 영혼으로 새로워지고 당신께 순수한 봉사를 드릴 수 있게 하소서. 우리 주 그리스도를 통하여 간구합니다. R. 아멘.
V. 오 하느님, 만물의 창조주이시며, 물과 성령으로 우주를 아름답게 하시고 우리를 당신의 형상대로 지으셨나이다. R. 당신의 교회를 축복하시고 정화시키소서. V. 오 주 그리스도, 당신의 옆구리에서 우리에게 당신의 성사를 구원의 샘으로 주셨나이다. R. 당신의 교회를 축복하시고 정화시키소서. V. 사제: 오 생명을 주시는 성령이여, 교회의 세례대에서 당신은 우리가 거듭남의 물에서 새로운 피조물이 되도록 형성하셨나이다. R. 당신의 교회를 축복하시고 정화시키소서.

##### 악으로부터의 보호

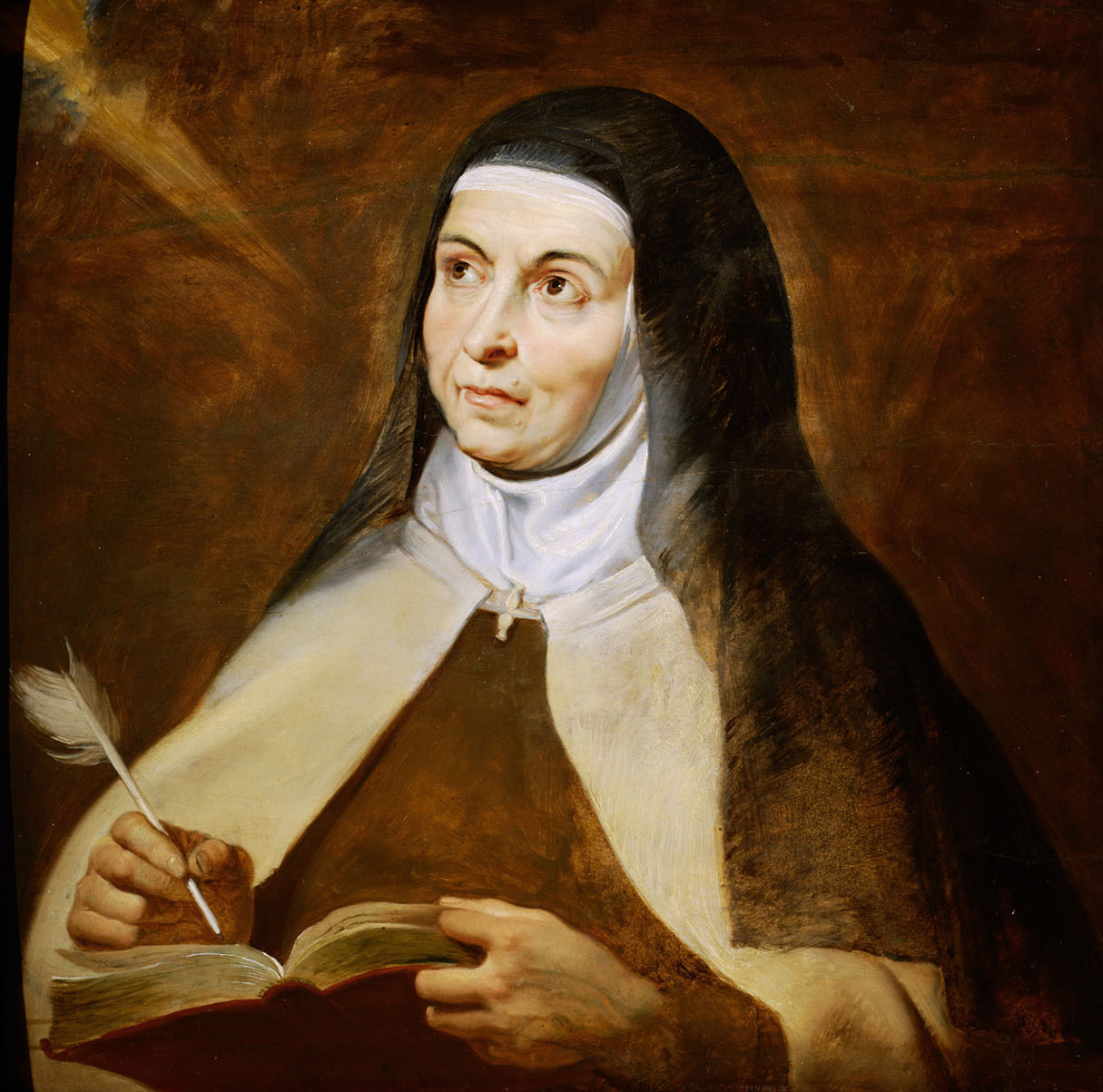
루벤스, 1615년, 아빌라의 테레사

존 F. 설리번 신부는 1917년에 처음 출판된 자신의 저서 『가톨릭 교회의 외면』에서 다음과 같이 쓰고 있다:
물 위에 바쳐진 기도들은 성부, 성자, 성령께 드려져, 삼위일체의 능력으로 이 세상에서 악령들이 완전히 쫓겨나고 인류에 대한 모든 영향력을 잃도록 간청하는 것이다. 그런 다음 하느님께 물을 축복해 달라고 간청하며, 이 물이 악마를 쫓아내고 질병을 치유하는 데 효과적이며, 이 물이 뿌려지는 곳마다 전염병과 사탄의 올무에서 벗어나도록 간청하는 것이다.
가톨릭 성인들은 악을 물리치는 힘으로서 성수의 능력에 대해 기록했다. 교회학자이자 예수와 마리아의 발현을 보고했다고 알려진 아빌라의 테레사 성녀(1515-1582)는 성수의 힘을 열렬히 믿었으며, 악과 유혹을 물리치는 데 성공적으로 사용했다고 진술했다. 그녀는 이렇게 썼다:
성수처럼 악마를 쫓아내는 것은 없다는 것을 여러 번의 경험으로 안다.

20세기 수녀이자 신비가인 성녀 파우스티나는 그녀의 일기(601항)에서 한때 죽어가는 자매에게 성수를 뿌려 악마를 쫓아냈다고 말했다. 비록 이것은 사제의 의무였으므로 잘못된 행동이었지만, 그녀는 "성수는 죽어가는 이들에게 참으로 큰 도움이 된다"고 말했다.
『성수와 가톨릭 신자들을 위한 그 중요성』(Holy Water and Its Significance for Catholics)에서 시토회 사제 헨리 테일러(Henry Theiler)는 성수가 악을 물리치는 강력한 힘일 뿐만 아니라, 영혼과 육체 모두에게 은총을 제공하는 두 가지 이점을 지닌다고 말한다.
새로운 Rituale Romanum는 물에 대한 구마 기도를 제외한다. 성별 소금은 전통적으로 성수에 첨가되어 왔다. 사제들은 Summorum Pontificum에서 베네딕토 16세 교황이 확인한 바와 같이 원한다면 이전 형태를 계속 사용할 수 있는데, 이는 "이전 세대가 신성하게 여겼던 것은 우리에게도 신성하고 위대하게 남아 있다"고 명시하고 있다.

#### 동방 기독교

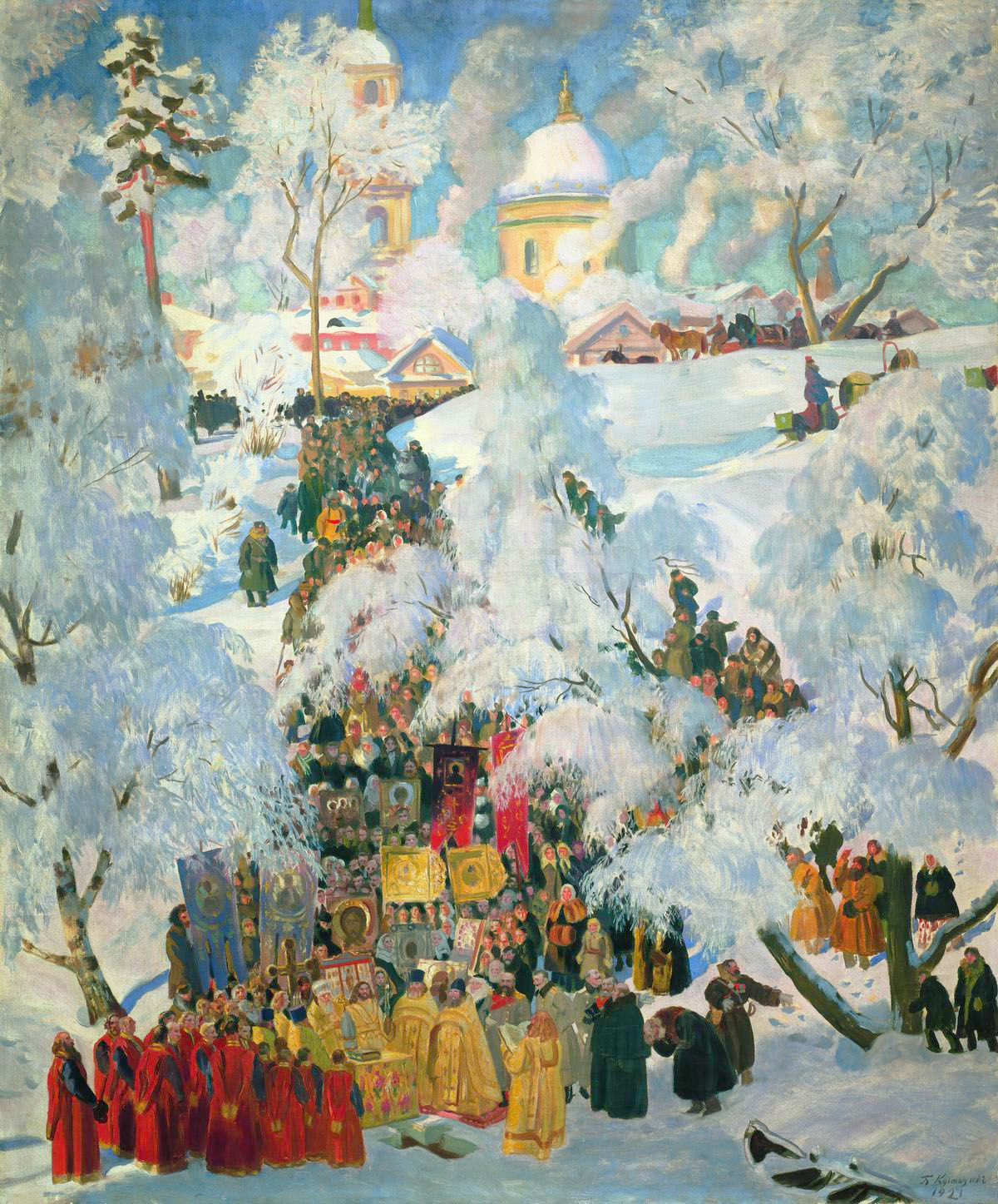
보리스 쿠스토디예프, 1921년, 물의 대축성

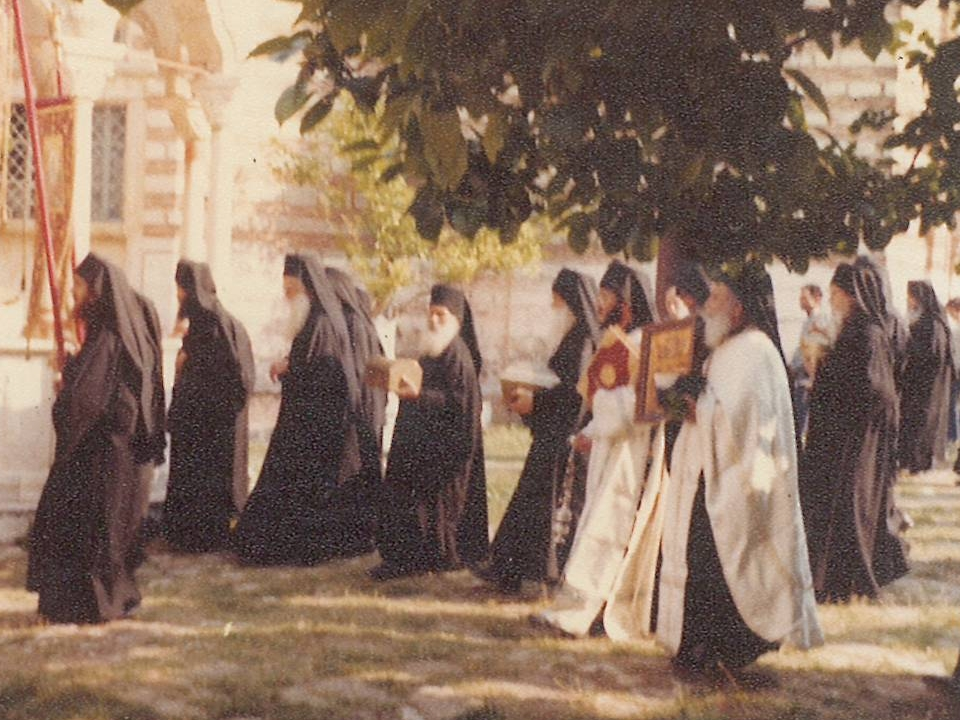
소수 축복을 위한 행렬

동방 정교회와 비잔티움 전례 가톨릭교인들 사이에서 성수는 축복과 구마 의식에 자주 사용되며, 세례를 위한 물은 항상 특별한 축복으로 성화된다.
성수를 축복하는 두 가지 의식이 있다: 주현절 대축일과 세례 시에 거행되는 "물의 대축복"과, 나머지 연중 기간 동안 필요와 지역 관습에 따라 거행되는 "물의 소축복"이 있다. 이 두 가지 형식은 모두 세례 의식에 기반을 두고 있다. 성수 축복 후 신자들은 성수를 뿌리고 일부를 마신다.
성수는 신자들이 축복받은 후에 마시며, 독실한 신자들이 매일 아침 성수를 마시는 것은 흔한 관습이다. 아토스산의 수도원에서는 성수를 항상 안티도론과 함께 마신다. 동방 정교회 신자들은 서방 가톨릭 신자들처럼 교회에 들어갈 때 일반적으로 성수로 자신을 축복하지 않지만, 성수량이 종종 교회 배랑 (입구)에 있는 세례대에 보관되어 있어 원하는 사람은 누구나 참여하거나 일부를 집으로 가져갈 수 있다.
매년 주현절 (또는 주현절)의 물의 대축복 이후, 사제는 자신의 교구 내 신자들의 집으로 가서, 특히 정교회가 지배적인 지역에서는 도시 전체의 건물에 성수를 뿌려 축복한다.
종려주일의 종려나무, 부활절 계란과 다른 부활절 음식을 비롯한 물건들, 양초, 또는 전례 도구와 성물들을 축복할 때 (적어도 조지아 정교회 전통과 같은 일부 전통에서는 이콘과 십자가도 축복되어야 하는데, 이는 본질적으로 신성하고 구원받은 것으로 간주되지 않기 때문이다), 축복은 "이 (물건 이름)은 성부와 성자와 성령의 이름으로 이 성수의 뿌림에 의해 축복된다"는 말과 함께 세 번의 성수 뿌림으로 완료된다.
수세기 동안 동방 정교회의 교인들은 많은 샘물이 기적적이라고 믿어 왔다. 일부는 우크라이나의 포차예프 라브라에 있는 샘과 콘스탄티노폴리스의 테오토코스의 생명 주는 샘(기념일: 밝은 금요일)과 같이 여전히 흐르고 있다.

#### 성공회
"성수"는 잉글랜드 국교회의 공식 의식에서 사용되는 용어는 아니지만, 잉글랜드 국교회 세례 의식에서 세례대 물은 성화된다. 반면, 미국 성공회는 일부 최근 축복 전례에서 성수 선택적 사용을 명시적으로 언급하고 있다. 더 일반적으로, 고교회 성공회 또는 앵글로가톨릭주의 내에서 물의 사용은 로마 가톨릭의 관행을 밀접하게 따른다. 많은 성공회 교회에서 세례수는 성수 예식에 사용된다. 1894년 A. R. 모브레이(A. R. Mowbray)가 처음 출판한 널리 사용되는 앵글로-가톨릭 매뉴얼인 『의식 기록』(Ritual Notes)은 성수의 축복과 사용에 대해 논한다. 교회에 들어가고 나올 때 "우리 세례를 기념하고 전능하신 하느님을 경배해야 할 마음의 순결의 표시로" 스스로에게 축복하는 "경건한 관습" 외에도, 이 책은 "성수는 본당 신부로부터 얻어야 하며, 신자들이 집에서 개인적으로 사용할 수 있도록 (그리고 실제로 사용해야 한다) 가져갈 수 있다"고 권장한다. 축복과 성별 소금의 전통적인 의식을 포함한 구마 의식의 영어 번역본은 성공회 미사경본에 포함되었다. 더 짧은 형태는 데니스 G. 미치노(Dennis G. Michno)의 『사제의 핸드북』(A Priest's Handbook)에, 그리고 하워드 E. 갤리(Howard E. Galley)의 『성찬의 의식』(Ceremonies of the Eucharist)에 있다. 일부 교구에서는 성수대, 분수대 또는 세례대를 사용하여 신자들이 교회당에 들어갈 때 스스로에게 축복하고 십자성호를 긋는 데 사용할 수 있도록 성수를 제공한다.
미국 성공회 미국 성공회의 『간헐적 전례서』(Book of Occasional Services)에서, 불경한 물건들의 복원 예식에서 주교나 사제는 교회나 예배당을 돌면서 시편 118편과 함께 후렴인 라틴어: Vidi aquam을 읊는다:
나는 성전에서 흘러나오는 물을 보았네. 오른편에서 흘러나왔고, 알렐루야; 그 물에 닿은 모든 자는 구원을 받으리니, 알렐루야, 알렐루야라고 말하리라.

"각각 불경하게 된 물건이 다루어질 때, 물이나 향과 같은 정화의 상징들을 사용하여 상징적으로 정화될 수 있다"고 지시하는 주석이 있다.

#### 에티오피아 테와히도 정교회
성수는 에티오피아 테와히도 정교회에 중요하며 악마에 씌인 것을 치유하고 병든 사람, 특히 정신병 환자를 치료하는 것으로 여겨진다. 해로운 것에 시달린다고 여겨지는 사람에게 마시거나 부어 줄 수 있다. 대부분의 연구에 따르면 많은 에티오피아인들이 생의학적 목적으로, 특히 HIV/AIDS 치료를 위해 성수를 선호한다. 순례자들은 성수를 얻기 위해 차드카네 마리암(Tsadkane Mariam)과 엔토토 키다네 메흐렛(Entoto Kidane Mehret)과 같은 여러 수도원을 방문한다.틀:Qn
이 외에도 성수는 팀캇(주현절)과 같은 에티오피아 정교회 명절에도 사용되는데, 이 날에는 기독교인들이 주요 광장과 교회에 모여 사제들이 성수를 축복하고 뿌려준다. 곤다르에서는 파실리데스 목욕탕이 목욕을 위해 사용되며 요르단강을 상징한다.

#### 루터교회
일부 루터교회 총회에서 성수 사용은 유아 및 교회 신입 교인의 세례를 위한 것이다. 물은 성사에 사용되므로 하느님께서 축복하신 것으로 믿어진다. 물은 세례받는 평신도의 이마에 뿌려지고 목사는 십자성호를 긋는다. 루터교회는 교회 입구 근처에 세례수 세례대를 두는 경향이 있다.
다른 교단들은 성수를 사용하지 않지만, 세례에 사용되는 물을 존중하는 방식으로 다루는 것이 일반적이다.

#### 감리교회
감리교회 전통에서, 성스러운 세례는 종종 후보자에게 성수를 뿌리거나 붓는 방식으로 집전된다. 공식 세례 전례와 살수례를 통해 흔히 행해지는 세례 재확인 전례에는 이 물을 축복하는 기도가 포함되어 있다.
당신의 성령을 부어 이 물의 선물과 이를 받는 이들을 축복하시어, 그들의 죄를 씻고 평생 의로움으로 옷 입게 하소서. 그리하여 그리스도와 함께 죽고 다시 살아나 그의 최종 승리에 참여하게 하소서. 당신의 아들 예수 그리스도를 통하여 영원히 살아 계시고 다스리시는 당신과 성령께 모든 찬양을 드립니다. 아멘.

## 다른 종교들

### 시크교

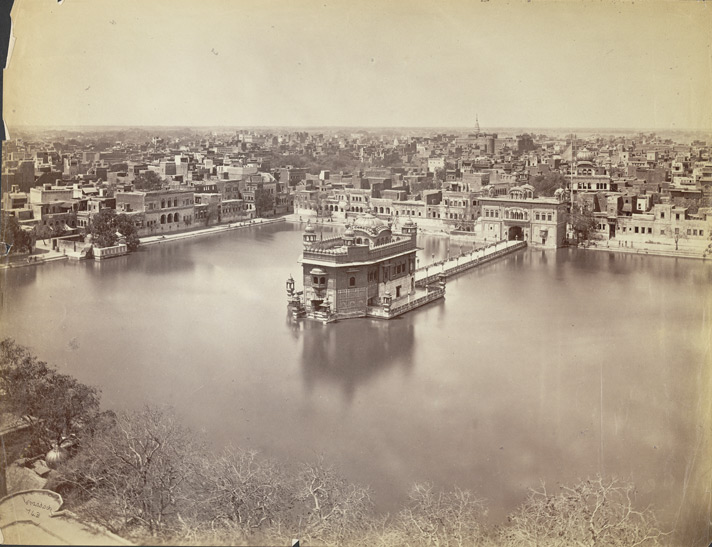
1880년 황금 사원, 성스러운 연못, 그리고 인근 건물들의 사진

시크교에서 가장 신성한 장소 중 하나인 하르만디르 사히브는 암리차르 또는 암리차로바르(사로바르는 성스러운 물을 의미하고 암리트는 "성스러운"을 의미하며 사로바르에 덧붙여 성스러운 물을 의미한다)라고 불리는 물웅덩이로 둘러싸여 있다. 이 웅덩이에 몸을 담그고 싶은 사람들을 위해 사원은 반육각형의 피난처와 하르 키 파우리(신의 계단)로 가는 성스러운 계단을 제공한다. 이 웅덩이에서 목욕하는 것은 많은 시크교인들이 자신의 카르마를 정화하는 회복력을 가지고 있다고 믿는다. 일부는 특히 아픈 친구나 친척을 위해 웅덩이 물을 병에 담아 집으로 가져간다. 웅덩이는 카르 다 세바(집안일 또는 ਕਾਰ ਦਾ ਸਿਵਾ)를 수행하는 자원봉사자들이 주기적으로 물을 빼고 침전물을 제거하여 관리한다.
시크교인들은 암리트 산스카르 또는 암리트 차크나로 알려진 세례 의식에 사용되는 성수에 대해 펀자브어 용어인 암리타(ਅੰਮ੍ਰਿਤ)를 사용한다.

### 힌두교

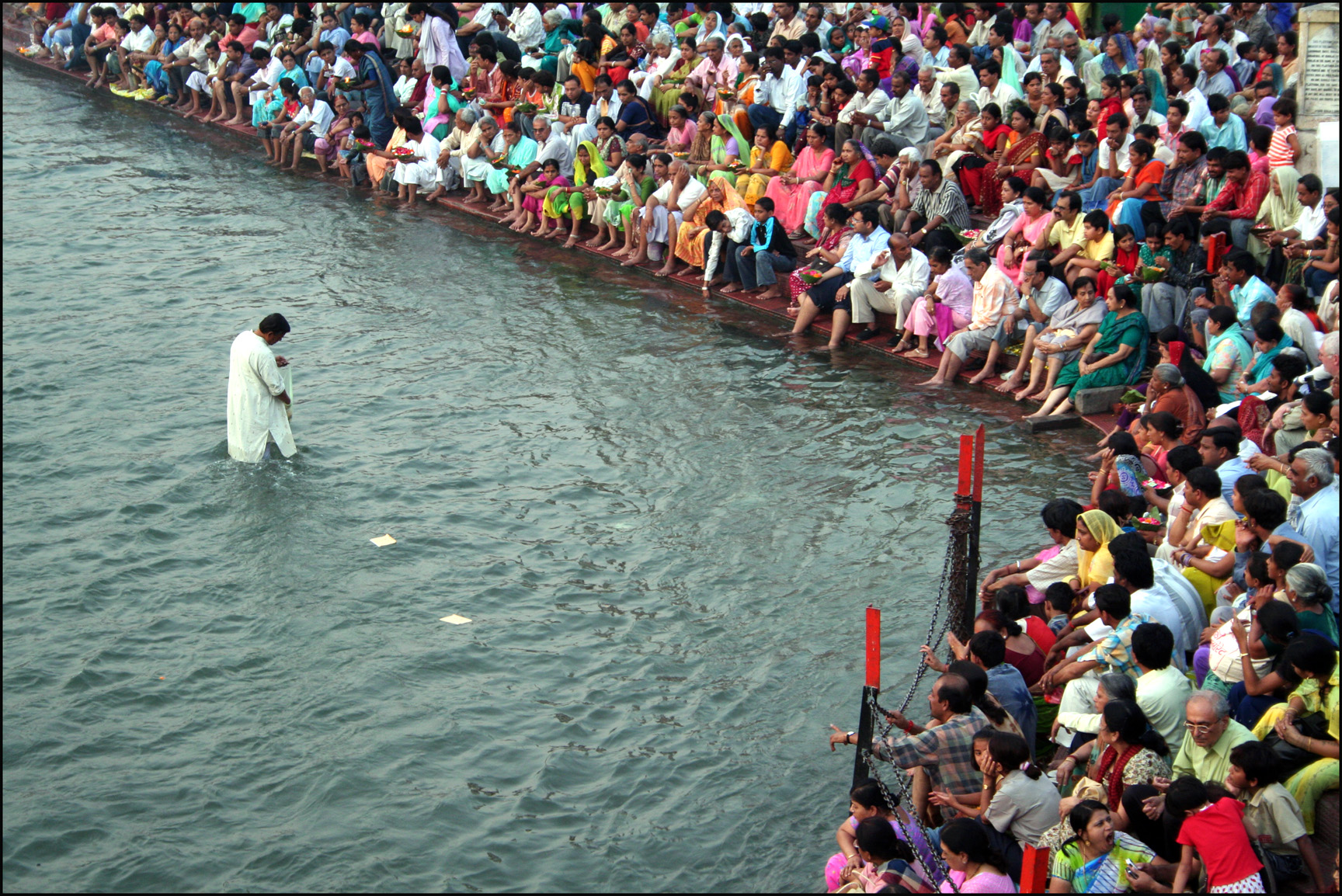
힌두교의 갠지스강에서의 공개 기도

힌두교에서 물의 중요성은 야주르베다 텍스트의 타이티리야 아란야카 섹션에 있는 만트라 푸시팜이라는 찬송가에 묘사되어 있다. 성수에 목욕하는 것은 힌두교의 핵심 요소이며, 갠지스강은 가장 신성한 힌두교 강으로 여겨진다. 힌두교에서 성수는 영혼을 정화하고 악을 퇴치하는 것으로 생각된다. 일부 힌두교인들은 종을 울리기 전에 성수로 손을 씻는다.

### 불교
"축복받은 물"이라는 개념은 거의 모든 불교 전통에서 사용된다. 상좌부 불교 전통에서는 새로운 항아리에 물을 담아 보호를 위한 파리트라나(Paritrana) 의식 근처에 보관한다. 이 "정화수"는 물 위에 양초를 태우고 끄는 의식으로 만들어질 수 있는데, 이는 지, 화, 풍의 요소를 나타낸다. 이 물은 나중에 사람들에게 주어져 집에서 보관된다. 이 의식에서는 물뿐만 아니라 기름과 실도 축복된다. 대부분의 대승불교 신자들은 일반적으로 수트라나 다양한 만트라(예를 들어 관세음보살의 만트라)를 물 위에서 여러 번 암송한 다음, 그 물을 마시거나 나중에 집을 축복하는 데 사용한다. 밀교 불교에서는 의례용 물건인 붐파가 팔상성물 중 하나로, 때때로 성수를 저장하는 데 사용되며 지혜와 장수를 상징한다.

### 이슬람

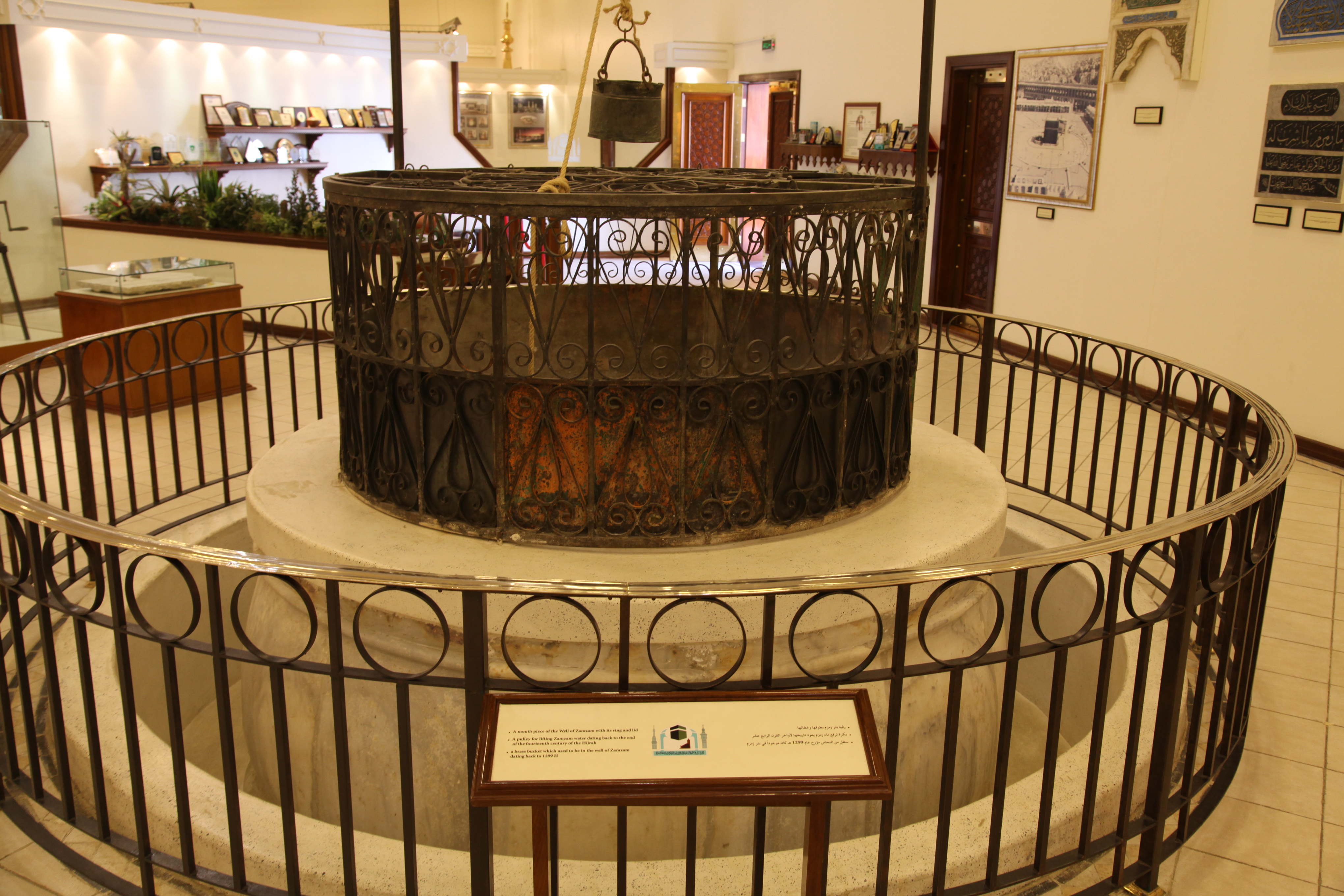
마스지드 알하람에 있는 잠잠의 샘의 물 주둥이

이슬람의 성수는 메카의 카바 근처 샘에서 나오는 잠잠 물이다.

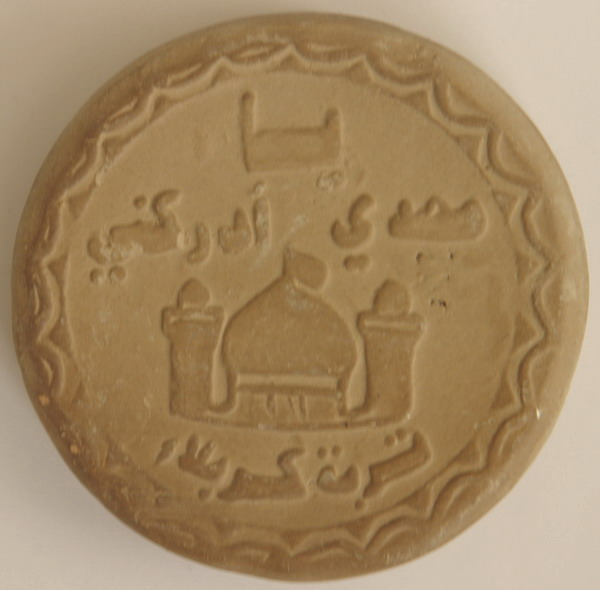
후사인 이븐 알리의 무덤 흙으로 만든 카크 에 시파(Khak-e Shifa)

"치유의 물"(아비 시파)을 마시는 것은 다양한 시아파 교파에서 행해지는 관습이다. 열두 이맘파의 전통에서는 많은 이들이 카르발라(카크-이 시파)와 나자프와 같은 성스러운 장소의 흙을 녹여 그 물(아비 시파)을 영적, 육체적 질병 치료제로 마신다.
이스마일파 전통은 현재 이맘이 축복한 물을 마시는 관습을 포함한다. 이 물은 이맘의 이름으로 받아들여지며 깊은 영적 의미를 지닌다. 이는 물을 지칭하는 데 사용되는 이름들, 즉 빛(누르)과 암브로시아(암리트, 아미, 아미라스, 아미잘)에서 분명히 드러난다. 이 관습은 13세기와 14세기부터 기록되어 현재까지 이어지고 있다. 이 의식은 남아시아에서 가트-팟(ghat-pat)으로 알려져 있다.

### 만다야교
만다야교에서 만부하(고대 만다야어: ࡌࡀࡌࡁࡅࡄࡀ), 때로는 만부가로 표기되기도 하는데, 이는 마스부타(세례)와 같은 의식에서 사용되는 성찬 음료수이며, 할랄타(고대 만다야어: ࡄࡀࡋࡀࡋࡕࡀ)는 마시크타(죽음의 미사)와 같은 의식에서 사용되는 성찬 헹굼물이다.

### 기타
고대 그리스 종교에서는 케르니프스(그리스어: χέρνιψ)라고 불리는 성수가 종교 사당의 횃불이 물에 꺼질 때 만들어졌다. 그리스 종교에서 사람과 장소를 물로 정화하는 것은 신성한 것과 세속적인 것을 구별하는 과정의 일부였다.
위카 및 기타 의식 마법 전통에서, 소금 한 그릇이 축복되고, 의식적으로 정화된 물 한 그릇에 소량의 소금이 저어 넣어진다. 위카의 일부 전통에서, 이 물과 소금의 혼합물은 바다의 소금물을 상징하며, 이는 여신들의 자궁이자 지구상의 모든 생명의 원천으로 여겨진다. 이 혼합물은 성화되어 많은 종교 의식과 마법 의례에 사용된다.

## 비공식적 용도
성수는 또한 흡혈귀와 늑대인간과 같은 신화적인 사악한 생물들을 막거나 그들에 대한 무기로 작용한다고 믿어져 왔다. 동유럽에서는 의심되는 흡혈귀의 시체에 성수를 뿌려 파괴하거나 무력화시키는 경우도 있었다. 이후 이 개념은 이러한 생물에 대한 소설로 확산되었다.

## 갤러리
성수대

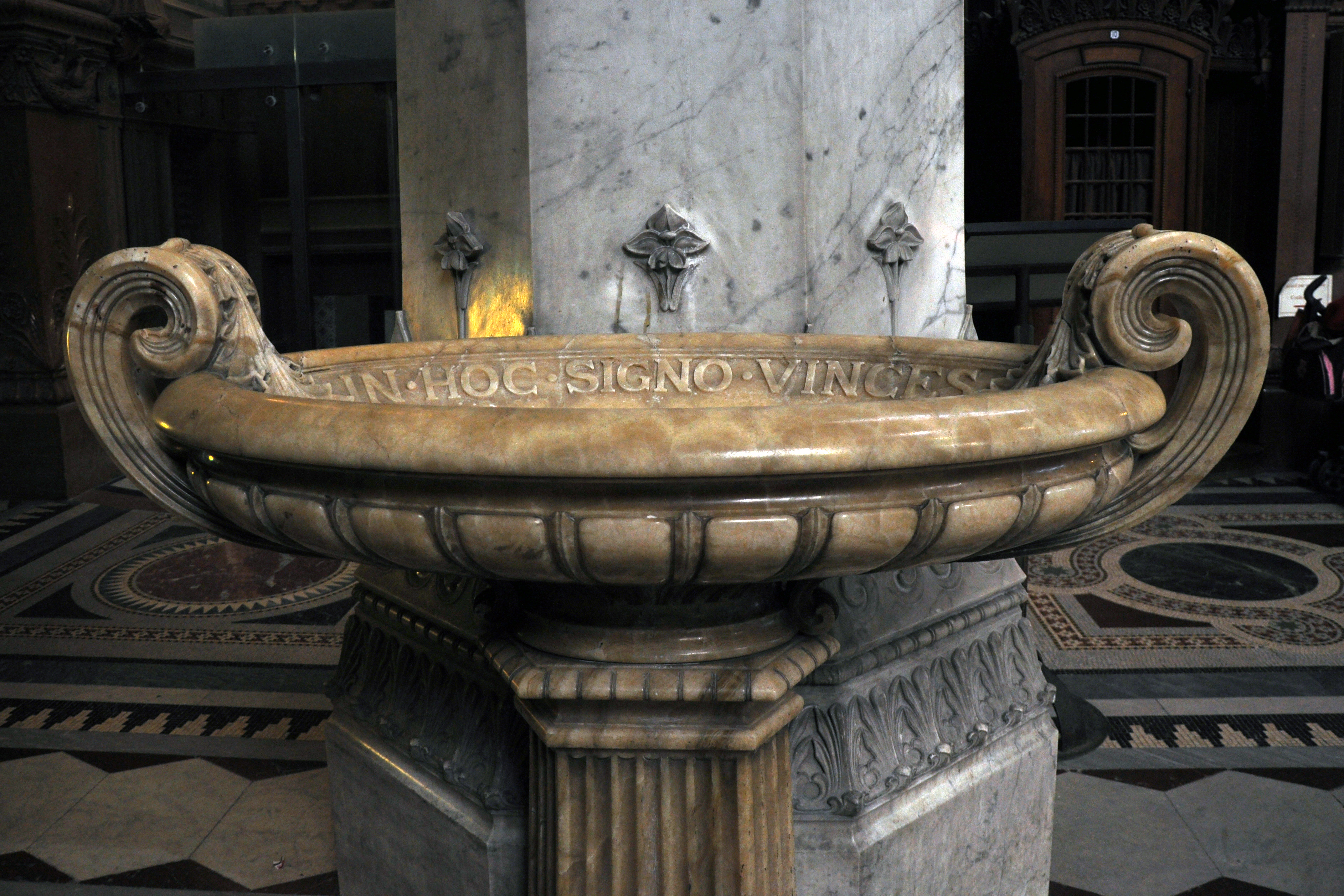
리옹 푸르비에르 노트르담 대성당, 프랑스
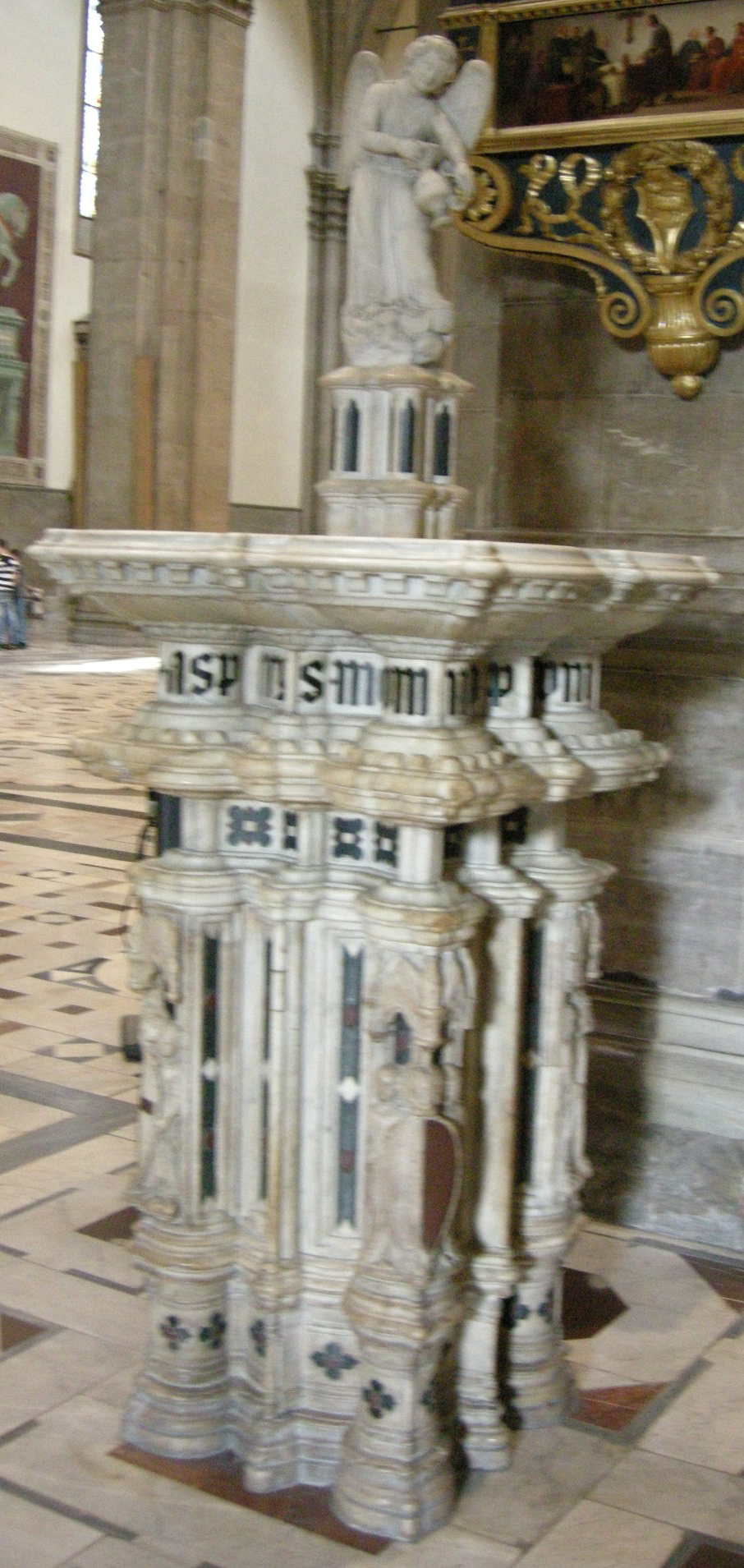
피렌체 대성당
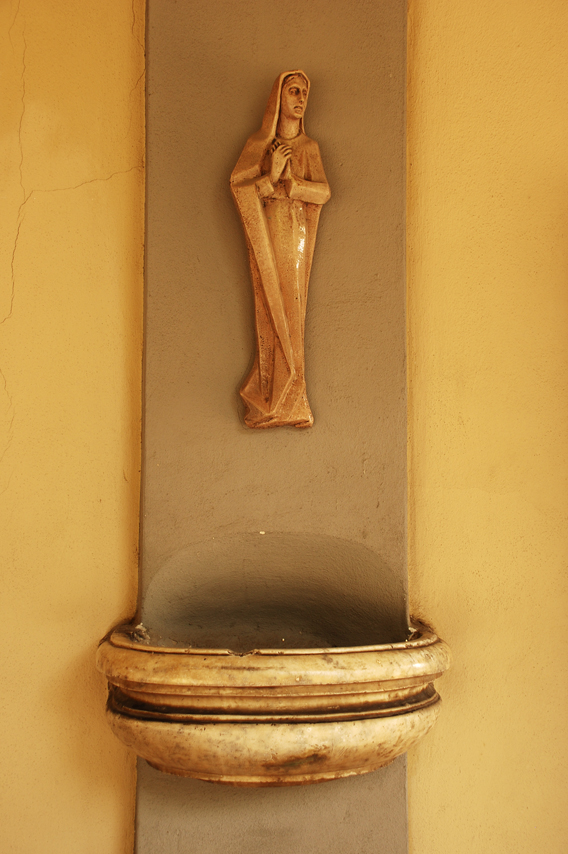
산타 마리아 아 친토이아 교회(이탈리아어판), 피렌체, 이탈리아
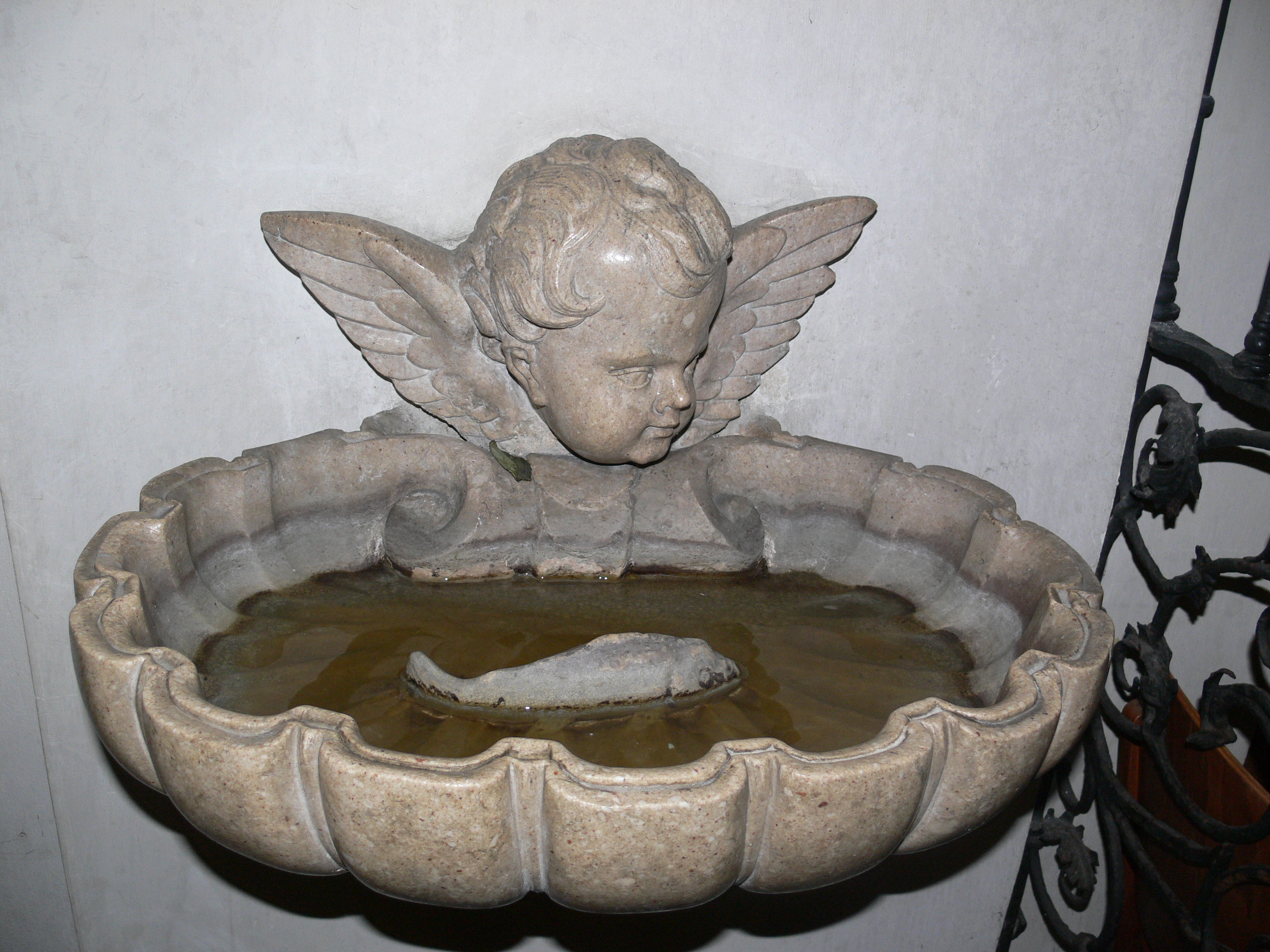
성 카예타노와 막시밀리안 교회, 잘츠부르크, 오스트리아

## 같이 보기
- 성공회 전례
- 성수채
- 가톨릭 신심
- 봉헌
- 구마예식
- 만다야교의 할랄타
- 성유
- 만다야교의 만부하
- 쉴러 우즈 마법 물 펌프

## 더 읽어보기
- (Mother) Mary; Ware, (Archimandrite) Kallistos (Tr.)(1998). The Festal Menaion (reprint), pp 348–359. South Canaan: St. Tikhon's Seminary Press. ISBN 1-878997-00-9.
- 이사벨 플로렌스 햅굿 (Tr., ed.)(1983). Service Book of the Holy Orthodox-Catholic Apostolic Church (6th ed.), pp 189–197. Englewood: Antiochian Orthodox Christian Archdiocese.
- Collectio Rituum ad instar appendicis Ritualis Romani pro dioecesibus Statuum Foederatorum Americae Septentrionalis. Milwaukee: Bruce (1954)